# デナトニウム
デナトニウム (denatonium) は、芳香族化合物の1種で 2,6-ジメチルベンゼンアミド構造を持つ第四級アンモニウム塩である。主に安息香酸との塩、安息香酸デナトニウム（あんそくこうさんデナトニウム、デナトニウムベンゾエート、denatonium benzoate）として用いられ、商品名にビトレックス (Bitrex)、アバージョン (Aversion) がある。

## 概要
これをヒトが口にすると非常に強い苦味を感じることが知られており、ギネスブックにも「最も苦味の強い物質」として記載されている。ヒトはデナトニウムの濃度が10 ppbでも、その苦味を感じ取れることから、誤飲防止の目的で殺虫剤・洗剤・不凍液・工業用アルコールなどに苦味剤として添加される。
また幼児用玩具、microSDカード等の小型製品においても、誤飲などの防止を目的として表面に塗布されることがある。例として、Nintendo Switchのゲームカードには、誤飲防止のために安息香酸デナトニウムが塗布されている。
サッカリンとの塩、サッカリンデナトニウム（別名デナトニウムサッカライド）は、（安息香酸）デナトニウムの4から5倍苦いとされている。
このデナトニウムの苦みを活用して、魚などの海洋生物がレジ袋などのプラごみを誤飲することを防止するアイデアが実用化に向けて動き出している。2020年2月に第7回高校生ビジネスプラン・グランプリ」（日本政策金融公庫主催）において、洗足学園高校1年生（当時）4人のグループが準グランプリを得たものである。デナトニウムを4 %程度、ポリ袋に添加することによりほとんどの場合、魚が吐き出すことを実験で確認したものである。